# Betsede
Betsede est une localité de Suède dans la commune de Värmdö située dans le comté de Stockholm.
Sa population était de 327 habitants en 2019.